# Club Atlético Quiroga
El Club Atlético Quiroga es un club de fútbol de Facundo Quiroga, Partido de 9 de Julio, en provincia de Buenos Aires, Argentina. Fue fundado el 1 de mayo de 1917.

## Historia
El Club A. Quiroga se fundó el 1º de mayo de 1917 con la unión de varias entidades, el Club Social Juventud Unida y los equipos de fútbol que integraban los ferroviarios: Sarmiento, Rivadavia y otros. La primera comisión directiva fue presidida por el convecino Juan Maccari. Al primer equipo lo formaron los entusiastas deportistas; Alfredo Coralizzi, Horacio de la Pesa, Cornelio Toledo, Pedro Sagardoy, Antonio Nessi, Julio Ortiz, Antonio J. Suárez, Ricardo Arce, Arístides Coralizzi,  Miguel Ramos y Carlos Gaizzi. Su primer encuentro fue ante una representación de la Localidad de R.J. Neild, perdiendo 2 a 1 y el autor del primer gol de Quiroga fue Antonio J. Suarez. También en los primeros tiempos disputaron partidos con el equipo de fútbol de los vascos de La Niña, que lo integraban Solaberrieta, Errecarret entre otros.
Su largo historial registra una fecunda actividad futbolística. Desde 1930 hasta 1939, intervino en los torneos oficiales de la Federación Regional del Oeste, con sede en Bragado. Más tarde ingresó a la Liga Nuevejuliense de Fútbol, con distinta suerte en los diferentes campeonatos oficiales. Luego de algunos años, se incorporó a la Liga Amateur de Fútbol de Lincoln, donde obtuvo varios campeonatos de primera división, logrando importantes trofeos. Más tarde regresa a la Liga Nuevejuliense donde actualmente milita.

## Uniforme
Los primeros colores que identificaron al club fueron blanquirrojos a rayas verticales. En 1927, la entidad sufre una retracción en su entusiasmo, lo que provoca la creación de un equipo paralelo: el Club Sportivo y Recreativo Quiroga con los colores violeta y blanco que impusiera Sebastián Desilvestre, llegado de la localidad de América. En 1928, se produce la fusión entre Atlético y Sportivo y Recreativo, que era una rama del primero. Y se establece usar el nombre de C.A. Quiroga y adoptar los colores violeta y blanco.

## Instalaciones
Además de practicar fútbol en todas las divisiones, se realiza hockey femenino. Para la época veraniega dispone en el campo de deportes de piletas de recreación para adultos y niños. Posee una amplia sede social, con Buffet y Salón de estar para los asociados.

## Palmarés
| Competición                        | Títulos       | Subcampeonatos |
| ---------------------------------- | ------------- | -------------- |
| Liga Nuevejuliense de Fútbol (1/0) | Apertura 2003 | -              |